# 高霞寓
高霞寓（?—?），范陽人。
其祖父高仙，父高棲鶴，皆以孝聞名於世，五代同爨。德宗朝，派使洪經綸奏旌表其門閭。霞寓少讀《左氏春秋》及《孫子兵法》。喜歡講大話。元和十年，朝廷讨吴元济，以霞寓为唐、邓、随节度使。6月10日，淮西兵设伏於铁城（今河南遂平西南），佯败而退。霞寓不知是计，直追敵軍。至铁城，伏兵四起，唐軍大敗。15日，退保唐州。七月，贬為归州（今湖北秭归）刺史。元和十三年，官左武卫大将军。宝历二年，夏天，授右金吾卫大将军、检校司徒，至奉天而病死，赠太保。

## 延伸阅读
[在维基数据编辑]
 《舊唐書/卷162》，出自刘昫《舊唐書》
 《新唐書·卷141》，出自《新唐書》